# チュウゴクモクズガニ
チュウゴクモクズガニ（中国藻屑蟹、学名Eriocheir sinensis H. Milne-Edwards, 1853、中国名：中華絨螯蟹（拼音: Zhōnghuá róng'áoxiè）、英名：Chinese mitten crab）は、中国および朝鮮半島東岸部原産のイワガニ科のカニの一種。かつては「シナモクズガニ」（支那藻屑蟹）の和名が使用されていたが、1976年に酒井恒が「チュウゴクモクズガニ」の名称を使用して以来この呼び方が広まり、1990年代以降はほとんど「チュウゴクモクズガニ」の和名が使用されている。日本では一般に「上海蟹（シャンハイガニ）」の名で知られる。江蘇省の蘇州、南京をはじめ、上海、香港などで、秋が旬とされる、重要な食用種である。
中国で最も知られている呼び名は「陽澄湖大閘蟹」であり、上海でも香港でも台湾でも、この名で呼ばれている。語源は諸説あるが、中国の小説家包天笑は著書『大闸蟹史考』の中で、売蟹人が「水門蟹」（「閘」が水門を意味する）と呼んでいたからだと説明している。
アメリカ、ヨーロッパでは外来種として問題となっている。侵略的外来種として古くから有名な種であり、世界の侵略的外来種ワースト100のうち1種にも選定されている。

## 概要
チュウゴクモクズガニは、中国語では「中華絨螯蟹」（拼音: Zhōnghuá róng'áoxiè）と呼ばれる。「中国の絨毛のあるはさみを持つ蟹」という意味で、その名の通り、大きく発達した一対のはさみ状の爪を持ち、その回りにはびっしりと絨毛が生えている。和名はこの絨毛を藻屑に例えている。「毛蟹 máoxiè」、「老毛蟹 lǎomáoxiè」と呼ぶ地域もある。同属異種の日本のモクズガニも、絨毛によって「ケガニ」と呼ぶ地域があるが、同じ発想である。はさみの先端には掻きとる動作に適した黒い蹄状の爪がついている。
主産地の長江沿いでは、はさみは金色、毛は黄色い色をしているが、四角い形の甲羅の色は青緑色をしている。調理のために、蒸したり煮たりすると、鮮やかな柿色に変わる。甲羅の前から横にかけて、ノコギリの歯のようなとげが4対ある。大型のカニであり、大きい個体では甲幅（甲羅の幅）が8cm程度になる。
淡水性のため、中国では「河蟹 héxiè」、「清水蟹 qīngshuǐxiè」とも呼ばれ。幼生は海水から汽水域で育つため、親蟹は雄、雌とも産卵のために河口や海岸に移動する必要がある。主に秋に、河口で生殖したのち、雌が海水域に移動して産卵する。腹部は薄い灰色で、7節に分かれており、雄は三角形、雌は俵型をしている。
海の蟹と比べると小さいため、脚の肉などは食べにくく、量も少ないが、甲羅の中の内子や蟹味噌は珍重される。栄養価としては、タンパク質、ビタミンB12を豊富に含む。

## 生態
食性は植物食に偏った雑食性であり、甲殻類、貝類、小魚、水生昆虫、水草、稲の苗などを好んで食べる。
産卵は海水中で行われるため、産卵時期の秋になると、海辺に移動する。交尾の後にメスは海水中で産卵し、0.4mm足らずの小さな卵を腹肢にたくさん抱え、孵化するまで保護する。孵化した幼生を海に放出した成体は一冬に2-3回交尾と産卵を繰り返したあと、疲弊して死亡するため二度と川には戻らない。
孵化したゾエア幼生は0.4mmたらずで、遊泳能力の乏しいゾエア幼生はプランクトン生活を送るが、この間に魚などに捕食されるので、生き残るのはごくわずかである。人工孵化する場合でも、4分の1程度しか生き残らないと言われる。
脱皮を繰り返して、メガロパ幼生へと変態し、エビのように腹肢を用いて積極的に遊泳して河口から河川の汽水域を遡上する。変態した稚ガニは泥地で生活をし、泥の中に穴を掘って棲むようになる。養殖の場合、中国で鈕釦蟹とも呼ばれるサワガニより少し小さい大きさになると、泥から掘り出して、養殖池に移される。
養殖の場合、成長促進ホルモンや、病気を予防するために、クロラムフェニコールやオキシテトラサイクリンなどの抗生物質が与えられることが多い。

## 生息地・流通

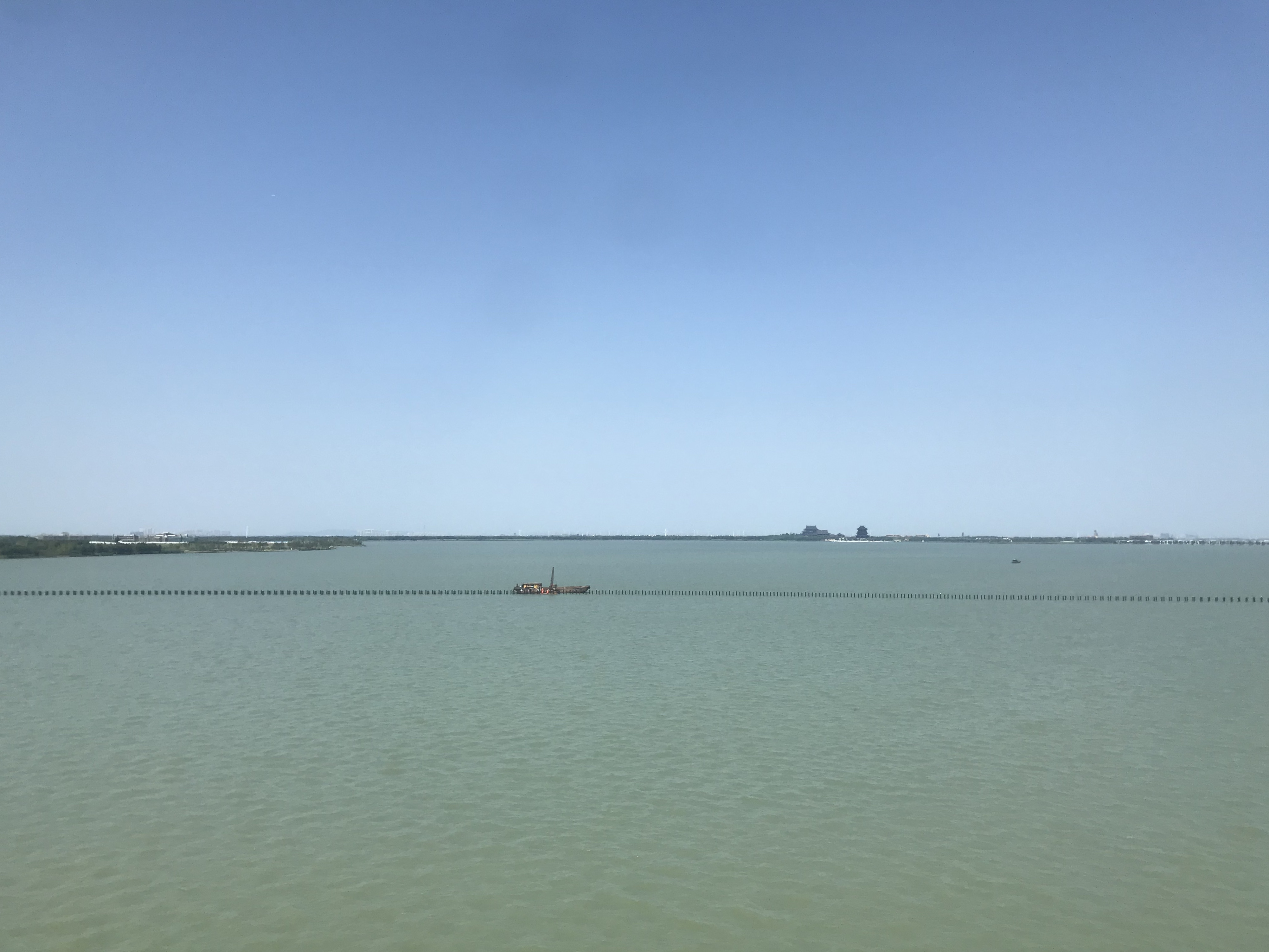
有名な産地である陽澄湖

中国の長江流域を中心に、遼寧省から広東省まで、広い地域の川に分布している。また、朝鮮半島にも分布する。
最も有名な産地は、中国江蘇省蘇州市にある陽澄湖（ようちょうこ）である。江蘇省内では、洪沢湖（泗洪県など）、zh:高宝湖（高郵市）、zh:白馬湖（宝応県）、zh:射陽河（興化市）などでも養殖が盛んである。上海市内では長江の中にある崇明島（崇明区）が大規模な産地として知られる。実際には、地元江蘇省の沿岸地域、崇明島で一貫して養殖する他にも、浙江省、福建省、遼寧省などの沿岸地域で産卵からメガロパ幼生になるまでの飼育を行い、それから、江蘇省の他、安徽省zh:石臼湖、巣湖、江西省、湖南省など、長江の上流地域に移して出荷できるまでの大きさに育てられる事が多い。長江流域の方が味がいいからだという。最近では、遠く新疆ウイグル自治区にまで運んで育てた「天山雪蟹 Tiānshān xuěxiè」という商品名の物が出てきた。
陽澄湖産のものは海外でも有名であり、高値で取り引きされるため、別の産地で育ったものを、陽澄湖の養殖池の水に浸けただけなどという偽物も出回ることがある。本当に陽澄湖で育てたものには、はさみにタグを付けたり、甲羅にレーザー光線でマークを焼いたりして、区別をすることが行われている。本物の陽澄湖産は、香港や台湾などの業者から予約が入っていて、主に輸出に回されており、上海などに出回る比率はかなり低いという。上海では市内のzh:銅川市場という所で多くが取り引きされている。崇明島から船が着く、上海市宝山区のzh:呉淞港周辺には、崇明島産のものを扱う業者が多い。
輸送中に動き回ると、はさみで傷つけあったり足が取れたりして傷が付くため、藁や紐で十文字に縛って生きたまま売られる。
蟹券
2011年「蟹券」と呼ばれる「上海ガニの引き替えクーポン」が贈答用として贈られるようになった。贈られた側は、好きな時に新鮮な蟹を引き換えられる。ただ、配布している会社が夜逃げしたり、産地が偽装されていたり、サイズ指定のクーポンでもサイズが下回った蟹も扱われている。金券ショップで換金も可能であるため利用されているが、配布した会社が金券ショップで購入し蟹を送らず差額を得ているという話もある。

### 日本
日本国内でも食用として中国から輸入された生きた個体が流通しており、また山形県、秋田県等で養殖も行われている。これは通常の2−3年で成熟するものよりも、早熟の1年で成熟に達する種苗を持ち込んでおり、日本のモクズガニに比べても成長が早い。くわしく確認されていないが、日本のモクズガニは中国大陸に産するモクズガニとされる種よりもチュウゴクモクズガニとはある程度の遺伝的なへだたりがあるため、正常に交雑することは難しいと考えられる。近年の分子系統学的研究からモクズガニ属の系統関係が解明され２種の交雑可能性が高いことも明らかとなっている。
規制
侵入したチュウゴクモクズガニは、河床に多数の大きな巣穴をあけて底質環境を変え堤防を弱体化させたり、大量に混獲されたり漁獲物を横取りして漁業に被害を及ぼすなどの経済的な被害の他、外来種として在来の生物をおびやかすなどの生態系へ与える影響が危惧されている。そのため2005年12月に外来生物法に基づく特定外来生物に指定され（2006年2月1日施行）、生きた個体の日本国内への持ち込みは厳しく規制されている（調理済みなど、すでに死んでいる個体については適用外）。既に2004年11月には東京都港区お台場の海岸で生きた個体が発見された例もあるが、無許可での輸入、飼育、放流などすることがないように注意する必要がある。

### 海外
ヨーロッパでは、幼生の段階で船のバラスト水に紛れ拡散され、1912年ドイツのアラー川で見つかって以来、これまでにフィンランド・ノルウェー・ロシアからイギリス、フランス、オランダ、スペイン、ポルトガル、セルビアなど広範囲に分布を拡げ、在来の淡水性カニを駆逐している。本種が瞬く間に分布を拡散するのは、欧米の淡水性カニと異なり陸上を移動して他の水系へ侵入するからとされる。
アメリカ合衆国では、カリフォルニア湾で定着実績があり、1990年代に分布域を拡げてしまったという例がある。アメリカ合衆国では拡散を防ぐために一切の商取引が禁止されている。
2000年代になってからは、イラクなどの中東、カナダのセントローレンス川、アメリカのチェサピーク湾でも確認されるなど、分布を拡げる勢いは止まらない。そのためIUCN（国際自然保護連合）の「世界の侵略的外来種ワースト100」や、IMO（国際海事機関）の「侵略的外来種の世界ワースト10」にあげられている。
中国への逆輸入
2013年、中国のネットショッピングサイト淘宝網がドイツの蟹を輸入しようとしたが、輸入承認がされなかったため中国国家質量監督検験検疫総局（AQSIQ）によって即時停止された。2014年、ドイツからの蟹が輸入販売された。ドイツ産はすべて天然もので、肉質が良く、交雑もない蟹である。

## 食べ方

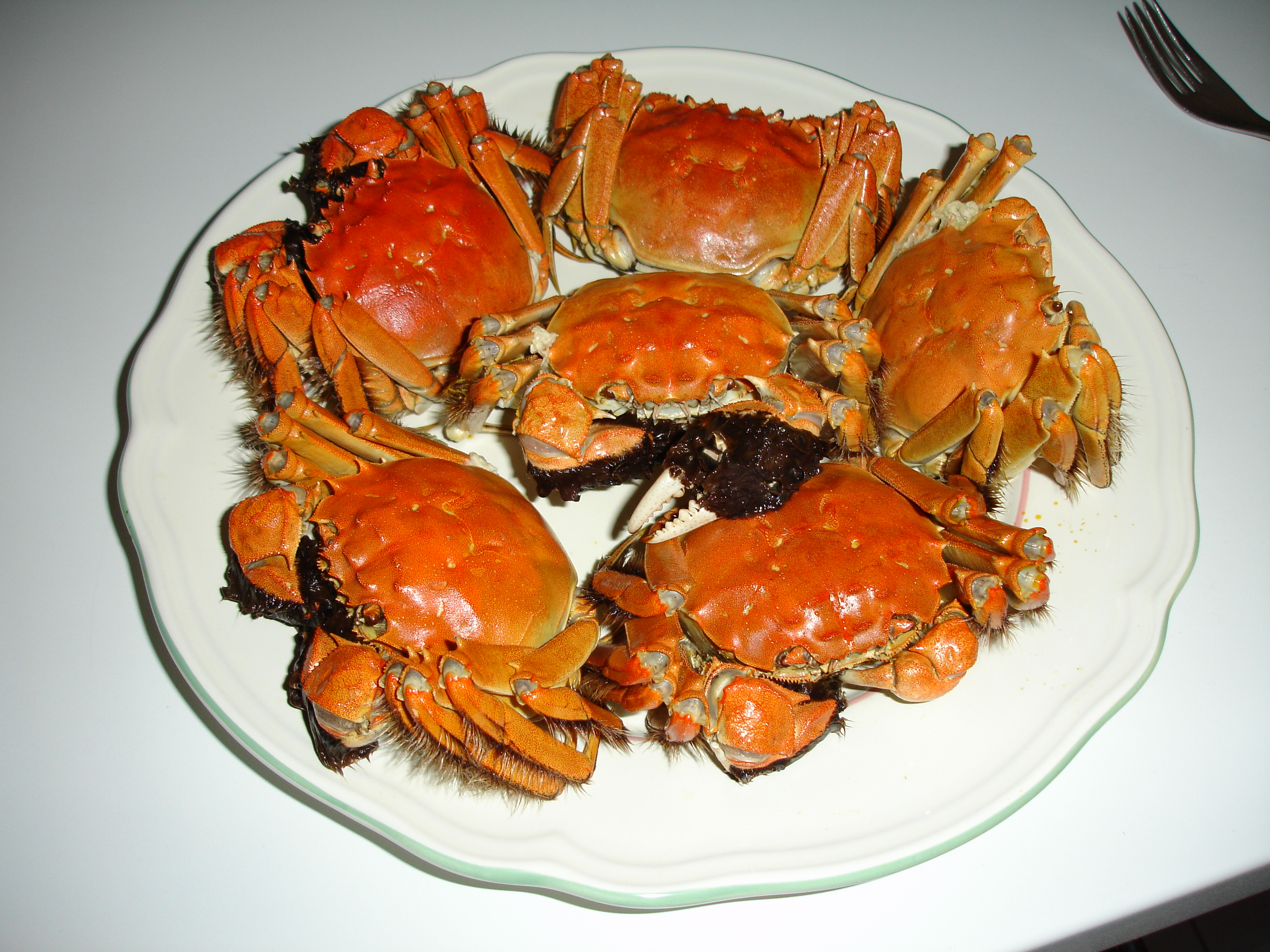

寄生虫についての注意
チュウゴクモクズガニは肺気腫や気胸を引き起こす肺臓ジストマの一種、ベルツ肺吸虫（Paragonimus pulmonalis (Baelz, 1880)）の中間宿主で、十分に加熱すれば死ぬので衛生上問題ないが、生の状態で甲羅を割ると、みそや体液などと共に飛び散って、皮膚や食器などに付着し、生きたまま人体に入る可能性があるので、注意しなければならない。
旬
上海蟹の旬は旧暦の8～10月で、特に「九円十尖」（九圓十尖 / 九圆十尖）という言葉で言い表されている。これは、太陰暦（旧暦）の9月には腹が丸い雌蟹がおいしく、10月には尖った雄蟹がおいしい事を言っている。太陽暦ではほぼ一ヶ月ずれるので、10月は雌の、11月は雄の旬である。10月ごろは雌が甲羅の中にオレンジ色の内子（中国語 蟹黄 xièhuáng。カニの卵）がおいしい。
また、陽澄湖の周辺では「西風響、蟹脚痒」という諺があり、冬の西風が吹いてくると、雄蟹の脚がむずむずする（動きが活発になる）という。これは生殖時期の到来を言っており、雄の味噌（中国語 蟹膏 xiègāo、膏脂 gāozhī）と肉がうまくなる時期でもある。チュウゴクモクズガニの蟹味噌は灰色ではなく黄色をしている。
六月黄
旧暦六月頃の黄色がかった状態の雄蟹の子は「六月黄」と呼ばれ、旬の頃とは違った風味を持つ。
蒸し蟹

大きさによるが、藁で縛ったままの状態で蒸し器に入れて、15分-20分蒸し上げる。蒸し上がったら、藁を切って、皿にのせて食卓に出す。生姜の糸切りを入れた、鎮江産などの黒酢で味を付けて食べる。中国医学の考えでは、蟹は体を冷やす性質の食べ物であり、体を温める作用のある生姜と酢で、バランスをとることを目的としている。本来の蟹肉の味を楽しみたければ、酢を付けずに食べれば良い。専門店では食べ終わった頃に、お茶を入れたフィンガーボールが出るので手を洗う。フィンガーボールにはエンドウの芽、コリアンダー、菊の花と葉などを浮かべる場合もある。最後に生姜と砂糖を加えた、口直しの甘い茶が出される店もある。
通常の食べ方は、甲羅を下にして、尻側から開いて、まず甲羅の中の内子や蟹味噌を味わう。甲羅の次に、腹の回りの肉、最後に脚の肉という順序が一般的である。
酔蟹（醉蟹）
上海料理の一つで、チュウゴクモクズガニを生で老酒（紹興酒）に漬けたもの。
蟹黄小籠包
雌蟹の内子を中の肉餡に加えた小籠包。

## 伝説
数千年前に、漢族の祖先が江南地方に定住し、稲を植え、漁労をして、徐々に豊かな土地を切り開いた。しかし、江南地方は土地が低いため、いったん雨が降れば水害が起きやすく、しかもこのあたりには、2本のはさみと8本の足を持つ虫がいて、水田に入り込んで、稲を喰ったり、はさみで人を傷つけたりしたので、人々は「夾人虫」（きょうじんちゅう）と呼んで、まるで虎や狼のように恐れていた。
夏王朝を建てたと言われる、治水に秀でた大禹（だいう）は、巴解（はかい）という勇猛な男を陽澄湖に派遣して、河口に通ずる水路の工事を命じた。工事が始まり、夜に火を焚くと、これを見た「夾人虫」の大集団が泡を吹きながら集まってきて、工事にやってきた作業員達を襲い、血生臭い戦いが一晩続いた。朝になって、「夾人虫」はやっと水中に撤退したが、多くの作業員が殺されてしまった。
「夾人虫」がいると工事ができない事に困った巴解は、思惑を巡らした結果、一計を案じ、堀を巡らせた城を築き、堀には湯を入れた上で、夜に火を焚いた。「夾人虫」はまた集団でやってきたが、思惑通り湯の入った堀に落ちて死んだ。次から次にやってくる「夾人虫」を相手に、どんどん堀に湯を足して殺してゆくと、赤い色に変わった「夾人虫」は、甲羅を開いて、いい香りになった。これを見た巴解が手にとって食べてみると、おいしかったので、他の仲間にも食べるように薦めた。こうして、「夾人虫」を退治する方法を考えた巴解は、勇猛な男とあがめられ、「夾人虫」は「巴解」の足元にいる虫という意味で「蟹」と呼ばれるようになった。また、この街は、巴城と呼ばれるようになった。巴城は、現在では昆山と呼ばれている。
宋代に記された『蟹譜』では、巴解は蟹を焼き殺した後に食べたという話となっている。

## 慣用句
チュウゴクモクズガニに関する慣用句として、前出以外に次のようなものがある。
九月円臍十月尖、持蟹賞菊菊花天
上の句は「九円十尖」と同じく、「旧暦の九月は雌の旬、十月は雄の旬」であることをいっている。下の句は、「蟹を手に持ち、菊をめでる、旧暦九月九日の節句」という意味。
把酒品蟹菊花天
上の下の句と似ているが、「酒を手に持ち、蟹を味わう、旧暦九月九日の節句」という意味。花よりも酒という人は、下の句を言い換えれば良い。
摸老毛蟹
産地崇明島の上海語の慣用表現。「毛蟹をまさぐる」という意味だが、泥の穴に手を突っ込んで、中にいるチュウゴクモクズガニを取る事をいう。
扮蟹
広東語の俗語。「バーンハーイ baanhaai」と読み、「蟹を演じる」という意味だが、購入した株が値下がりして、売るに売れないような、自由を束縛されている状態を、チュウゴクモクズガニが縛られている状態に例えている。時代の差で今は「はったり」或は「知らないのふり」を意味する。

## 近縁種
日本の河川に広く生息しているモクズガニ（藻屑蟹、英名 Japanese mitten crab、学名Eriocheir japonica）は、同属異種である。複眼の間の突起がチュウゴクモクズガニほど鋭っておらず、甲羅の横のとげも3対で、チュウゴクモクズガニより1対少ない。また甲羅のでこぼこも低く、大きさもチュウゴクモクズガニよりも少し小さい。色は褐色で異なる。